# Uroconger erythraeus
Uroconger erythraeus är en fiskart som beskrevs av Castle 1982. Uroconger erythraeus ingår i släktet Uroconger och familjen havsålar. Inga underarter finns listade i Catalogue of Life.